# Taszár
Taszár é um município da Hungria, situado no condado de Somogy. Tem 17,29 km² de área e sua população em 2019 foi estimada em 1.915 habitantes.